# 新疆猫儿菊
新疆猫儿菊又名斑點貓耳菊（学名：Hypochaeris maculata），为菊科猫儿菊属下的一个植物种。其种加词“maculata”意为“有斑点的”。